# Podłużnik piegowaty
Podłużnik piegowaty (Tibellus maritimus) – gatunek pająków z rodziny ślizgunowatych. Zamieszkuje Europę, palearktyczną Azję i nearktyczną Amerykę Północną.

## Taksonomia
Takson ten opisany został po raz pierwszy w 1875 roku przez Antona Menge pod nazwą Thanatus maritimus. W rodzaju Tibellus umieszczony został przez Rogera de Lesserta w 1910 roku.

## Morfologia
Samce osiągają od 5,3 do 7,7 mm długości ciała przy karapaksie długości od 2,4 do 3,3 mm i szerokości od 1,9 do 2,5 mm, a samice od 7 do 13,3 mm długości ciała przy karapaksie długości od 2,5 do 3,8 mm i szerokości od 2 do 3 mm. Kształt ciała jest wydłużony.
Karapaks jest słomkowy lub bladokremowy z szeroką, na przedzie rozdzieloną przepaską brązowawej barwy wzdłuż środka grzbietu, a zwykle ponadto z podłużnymi szeregami ciemnych kropek wzdłuż krawędzi bocznych; u samców wzór jest ciemniejszy i intensywniejszy niż u samic. Szczękoczułki są jasnożółte lub jasnożółtawobrązowe, czasem z drobnymi kropkami brązowawej barwy. Żółtawobiałe sternum ma brązowo nakrapianą powierzchnię i biało owłosione krawędzie. Odnóża są długie, żółtawe, czasem z drobnym, ciemniejszym nakrapianiem. Opistosoma (odwłok) ma wierzch słomkowożółty (rzadko rdzawy) z brązową przepaską wzdłuż środka, słabo zaznaczonymi liniami bocznymi i dwoma podłużnymi szeregami brązowych kropek po bokach – zazwyczaj jest ich od pięciu do dwunastu par, w tym jedna duża para blisko wierzchołka. Spód opistosomy jest biały do żółtawego.
Nogogłaszczki samca mają goleń pozbawioną apofiz, szczecinki makroskopowe na szczycie cymbium, szeroki konduktor i dwie błoniaste blaszki na tegulum. Embolus cechuje się poprzecznymi fałdami przy podstawie i szerokim, grubo gwintowanym szczytem. Płytka płciowa samicy ma dłuższą niż szeroką część środkową, boczne brzegi przegrody środkowej równoległe w części tylnej, a zbiorniki nasienne wydłużone i zaopatrzone w wąską, buławkowatą wypustkę.

## Biologia i ekologia
Pająk higrofilny, preferujący stawiska wilgotne lub sąsiadujące z wodą, ale spotykany też na stanowiskach suchych. Wybiera tereny otwarte, nasłonecznione. Występuje na wybrzeżach morskich, wydmach, pobrzeżach zbiorników wodnych, torfowiskach oraz mokradłach z udziałem turzyc i kłoci wiechowatej. Bytuje głównie na trawach. Aktywnie poluje na drobne bezkręgowce.
Aktywne dorosłe samice spotyka się od marca do listopada, a samce od maja do listopada, aczkolwiek im dalej na północ tym okres ten jest krótszy – np. w Szwecji dorosłe samice obserwowane są od maja do września, a samce od maja do sierpnia. Samica konstruuje biały, pokryty nićmi przędzy kokon jajowy o długości i szerokości około 18 mm, przy czym jego część zwarta ma wymiary 5,5 × 5 mm. Umieszcza go zwykle na łodydze. Zawiera on przeciętnie 80 żółtawych jaj.

## Rozprzestrzenienie
Gatunek holarktyczny. W Europie znany jest z Portugalii, Hiszpanii, Wielkiej Brytanii, Francji, Belgii, Holandii, Niemiec, Szwajcarii, Liechtensteinu, Austrii, Włoch, Danii, Szwecji, Norwegii, Finlandii, Estonii, Łotwy, Litwy, Polski, Czech, Słowacji, Węgier, Ukrainy, Mołdawii, Rumunii, Bułgarii, Chorwacji, Serbii, Grecji oraz europejskiej części Rosji. Poza tym podawany jest z syberyjskiej i dalekowschodniej części Rosji, Gruzji, Azji Środkowej, Chin i nearktycznej Ameryki Północnej.